# Isla de Dave
La isla de Dave (en francés: Île de Dave; en neerlandés: eiland van Dave) es la isla fluvial más grande de Bélgica.  Se encuentra en el río Mosa, a 5 kilómetros al sur alrededor de la ciudad de Namur en la Región Valona.  Se encuentra cerca de los poblados de Dave y Wépion que están separados por el río. La isla es una reserva natural rica en flora y fauna. 
Los árboles y las plantas presentes incluyen especies tales como el aliso, sauces y álamos. En cuanto a fauna se pueden observar al somormujo lavanco (podiceps cristatus), al martín pescador común (alcedo atthis), gansos, y serretas grandes (mergus merganser).